# Chloe’s Closet
Chloe‘s closet és una sèrie de dibuixos animats brito-americana de gènere infantil. Va ser creada per l'estudi francès d'animació MoonScoop als Estats Units. Es va estrenar a Espanya el 12 de juliol del 2005 al canalde televisió clan i l'última emissió va ser el 14 de juliol del 2012, ja que la tercera temporada va ser cancel·lada a inicis de 2014.

## Producció i idea
La producció d’aquesta sèrie va ser l’any 2005 per l'estudi d'animació francès MoonScoop. En canvi, la idea va ser del productor Mike Young.

## Productor creador de la idea
Mike Young (nascut al 13 d’octubre del 1945) és un productor Amèrica que va tenir la idea de crear la sèrie Chloe’s closet. A part va fundar dues companyies d'animació, una als Estats Units i l’altre a Anglaterra. A més a més, la seva companyia va canviar el nom de Mike Young productions a Splash entertainment, poc temps després de ser creada. La seva primera producció va ser P.J. Sparkles, i n’ha fet moltes d'altres com: Chloe’s closet, Braz, The Life and Adventures of Santa Claus…

## Temporades/capítols
La sèrie conté un total de 104 capítols repartits en dues temporades de 52 capítols cada una. Cadascun té una mitjana de duració d’aproximadament 10 minuts.
| N   | Temporada 1                      |
| --- | -------------------------------- |
| 1.  | Bump in the night                |
| 2.  | Rainbow Riddle                   |
| 3.  | Monkeys of the Caribbean         |
| 4.  | The color pink                   |
| 5.  | Jet’s Quest                      |
| 6.  | Getting to snow you              |
| 7.  | Breaking away                    |
| 8.  | The sound of echoes              |
| 9.  | Eight left feet                  |
| 10. | Sun daze                         |
| 11. | Bump in the sand                 |
| 12. | On the right track               |
| 13. | Do little, do big                |
| 14. | Hey hey he’s a monkey.           |
| 15. | Purple like me                   |
| 16. | Super best friends               |
| 17. | Little big boy                   |
| 18. | Easy as cake                     |
| 19. | Stay on your toes                |
| 20. | Big shoes to fill                |
| 21. | All green thumbs                 |
| 22. | Tyrannosaurus wrecks             |
| 23. | Brushing around                  |
| 24. | For love of Monet                |
| 25. | Hairy tale                       |
| 26. | Raiders of the lost egg          |
| 27. | Best In Snow                     |
| 28. | Leave it to the beavers          |
| 29. | In the fix                       |
| 30. | Follow the castle’s brick road   |
| 31. | Icing escapades                  |
| 32. | Extra special delivery           |
| 33. | To borrow, to borrow             |
| 34. | Get your kicks                   |
| 35. | Smoke alarmed                    |
| 36. | These boots are made for jumping |
| 37. | Crowing up                       |
| 38. | On frozen pond                   |
| 39. | The great banana caper           |
| 40. | The good, the bad and the silly  |
| 41. | Clock a doodle doo               |
| 42. | Those wonderful toys             |
| 43. | Try away home                    |
| 44. | Listen up                        |
| 45. | Don’t fall a sheep               |
| 46. | Blanky and a net                 |
| 47. | He’s got rhythm                  |
| 48. | Ticket to squaresville           |
| 49. | Fancy footwork                   |
| 50. | Nobody's perfect                 |
| 51. | Old rabbit, new tricks           |
| 52. | Pre-school musical               |

|     | Temporada 2                     |
| --- | ------------------------------- |
| 1.  | We ought to be in movies        |
| 2.  | A new way to play               |
| 3.  | Amid the pyramids               |
| 4.  | Eggs in a basket                |
| 5.  | Banding together                |
| 6.  | The sleeping princess           |
| 7.  | To bee or not bee               |
| 8.  | Pizza party                     |
| 9.  | A camping we will go            |
| 10. | Faster than a speeding ostrich  |
| 11. | A nose for tennis               |
| 12. | Fiesta                          |
| 13. | The big friendly wolf           |
| 14. | Hip hop hijinks                 |
| 15. | Fashion Fantasy                 |
| 16. | Catch of the day                |
| 17. | I scream for ice cream          |
| 18. | The tale of the mixed up dragon |
| 19. | Seeing is believing             |
| 20. | The treasure of talks mountain  |
| 21. | Turtle fishing                  |
| 22. | A super sticky situation        |
| 23. | Horse on a wire                 |
| 24. | A giant problem                 |
| 25. | Musical chairs                  |
| 26. | Three pigs' party               |
| 27. | Konichiwa, Chloe                |
| 28. | Dance, Leprechaun, dance        |
| 29. | The art of making friends       |
| 30. | Stone age story                 |
| 31. | A magical dust up               |
| 32. | Winged rider                    |
| 33. | The high flying four            |
| 34. | Turn on the lights              |
| 35. | Run for fun                     |
| 36. | Flower power                    |
| 37. | Grouchy pandas, giggling dragon |
| 38. | We figured it out               |
| 39. | Cloudberry Cakes                |
| 40. | Beautiful butterfly             |
| 41. | Singing at sea                  |
| 42. | Sing a special song             |
| 43. | Twinkle twinkle missing star    |
| 44. | A samba success                 |
| 45. | Sinnie’s boo-boo                |
| 46. | A root awakening                |
| 47. | Forest photo fun                |
| 48. | Chugga chugga choo choo         |
| 49. | Camp Chloe                      |
| 50. | Budding ballerinas              |
| 51. | Clowning around                 |
| 52. | Princess party                  |

## Sinopsi
A cada capítol de Chloe’s closet, Chloe, els seus amics (Tara, Danny, Jet, Lilian, Mac, Riley i Carys) i les seves joguines (Wizz, Soggy i Pastanaga) embarquen a un món màgic a través del seu armari. En aquest món de fantasia “tot és possible”, on les seves joguines cobren vida, i que a més a més, solucionen problemes i aprenen lliçons positives. Normalment surten dos o tres amics de la Chloe a cada capítol, ja que normalment no hi surten tots. En canvi ella i la seva joguina pastanaga hi surten sempre.

## Personatges
Chloe Corbin- És el personatge principal de la sèrie. És una nena que té 4 anys i una gran imaginació. A més a més li encanta anar d'aventures amb els seus amics i joguines. Té una sèrie de frases que diu sempre com: “Piruletes”, “cogombres”, “qualsevol cosa és possible en el meu món”, “són del meu món”, “no en el meu món”.
Pastanaga- És la joguina preferida de la Chloe. És de pelfa i té forma de flassada. A més a més és valent i amistós.
Tara Jansen- És la millor amiga de la Chloe, a més a més és pèl-roja i irlandesa. És mig any més gran, per això es considera més sàbia. Té un caràcter fort i acostuma a intentar obtenir el lideratge a cada aventura.
James Horton “Jet”- És el millor amic de la Chloe, que a més a més és britànic]. Normalment intenta convertir els jocs que juguen en uns més “masculins”, però sempre està allà per la seva amiga.
Daniela Rylant “Danny”- És una amiga escocesa de la Chloe. Sempre té ganes d'aventura, però a vegades és una mica competitiva.
Riley Harris- És un amic britànic] de la Chloe. Normalment intenta convertir els jocs que juguen en uns més “masculins”, però sempre està allà per la seva amiga.
Lillian McGwire “lil”- És una amiga de la Chloe que a més a més és la germana gran del Mac, a part és escocesa. També és molt autocrítica i a vegades necessita que la convencin que li doni una segona oportunitat a les coses.
Marcus McGwire “Mac”- És el germà petit de la Lil. Encara està aprenent a parlar, però sembla que té una bona relació amb la seva germana.
Soggy- És una joguina de la Chloe, que és una granota. A més cobra vida al món màgic de l’armari de la Chloe.
Wizz- És el gos mecànic de la Chloe. A més cobra vida al món màgic de l’armari de la Chloe.
Hootie-Hoo- És la joguina de la Chloe, que és un mussol. A més cobra vida al món màgic de l’armari de la Chloe.
Sra. Gina Corbin- És la mare de la Chloe.
Sr. Paul Corbin- És el pare de la Chloe.